# Oxyopes
Oxyopes és un gènere d'aranyes araneomorfes de la família dels oxiòpids (Oxyopidae). Fou descrit per primera vegada l'any 1804 per Pierre André Latreille. Té una distribució per tot el món amb més de 300 espècies.
Com altres oxiòpids, són fàcilment reconeixibles pels sis ulls més grans arranjats hexagonalment sobre el cefalotòrax, amb el altres dos ulls més petits davant. També es caracteritzen per les llargues espines a les potes. Són depredadors que ataquen en emboscada i fent servir la vista de manera activa. Encara que produeixen seda, no construeixen teranyines per capturar les preses.
El nom genèric ve del grec antic ὀξύς (oxús, "agut") i ὤψ (ṓps, "ull"), i fa referència a la bona vista que tenen.

## Taxonomia
Segons el World Spider Catalog amb data de desembre de 2018, Oxyopes té reconegudes 305 espècies (amb algunes subespècies):

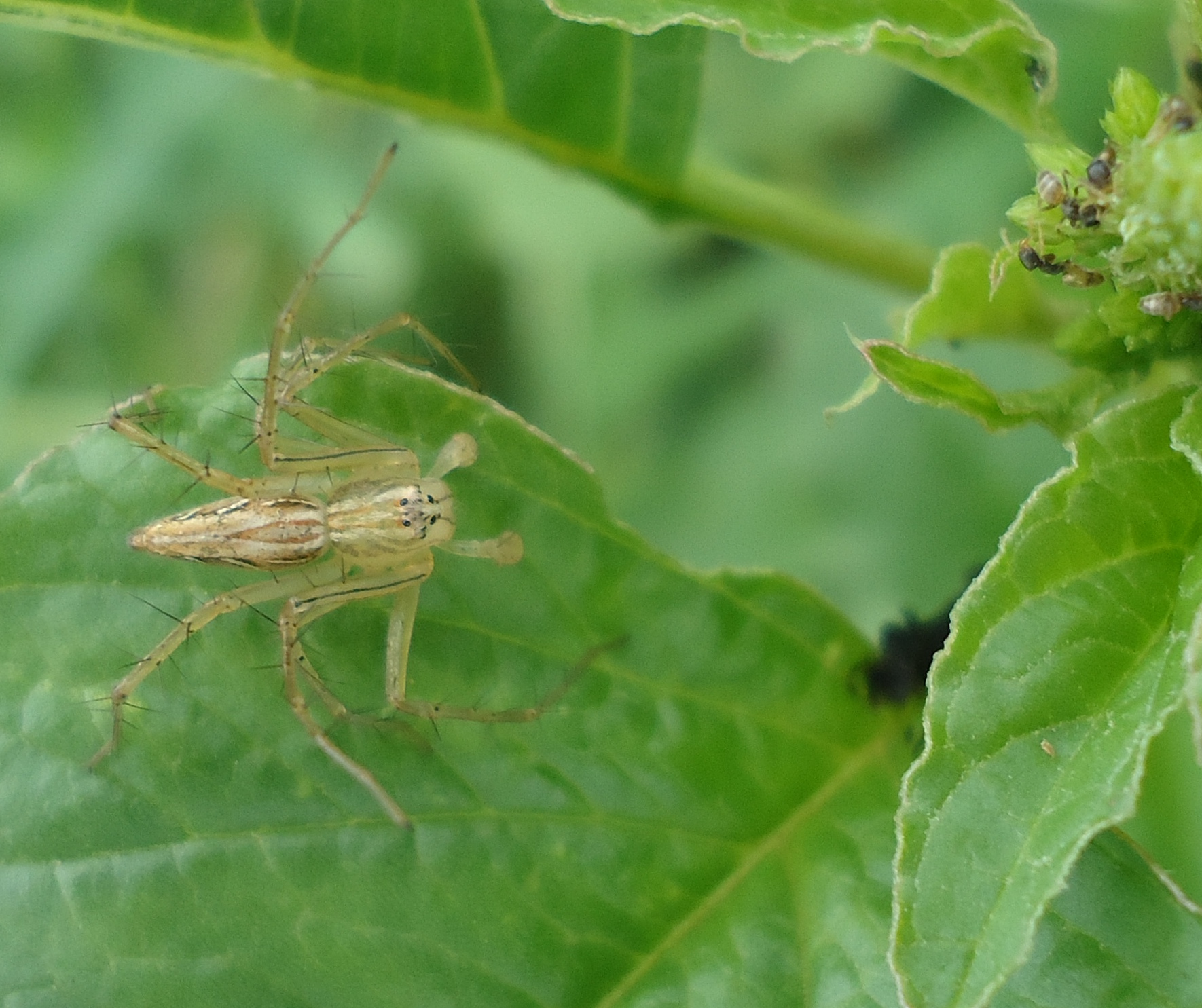
Oxyopes aspirasi

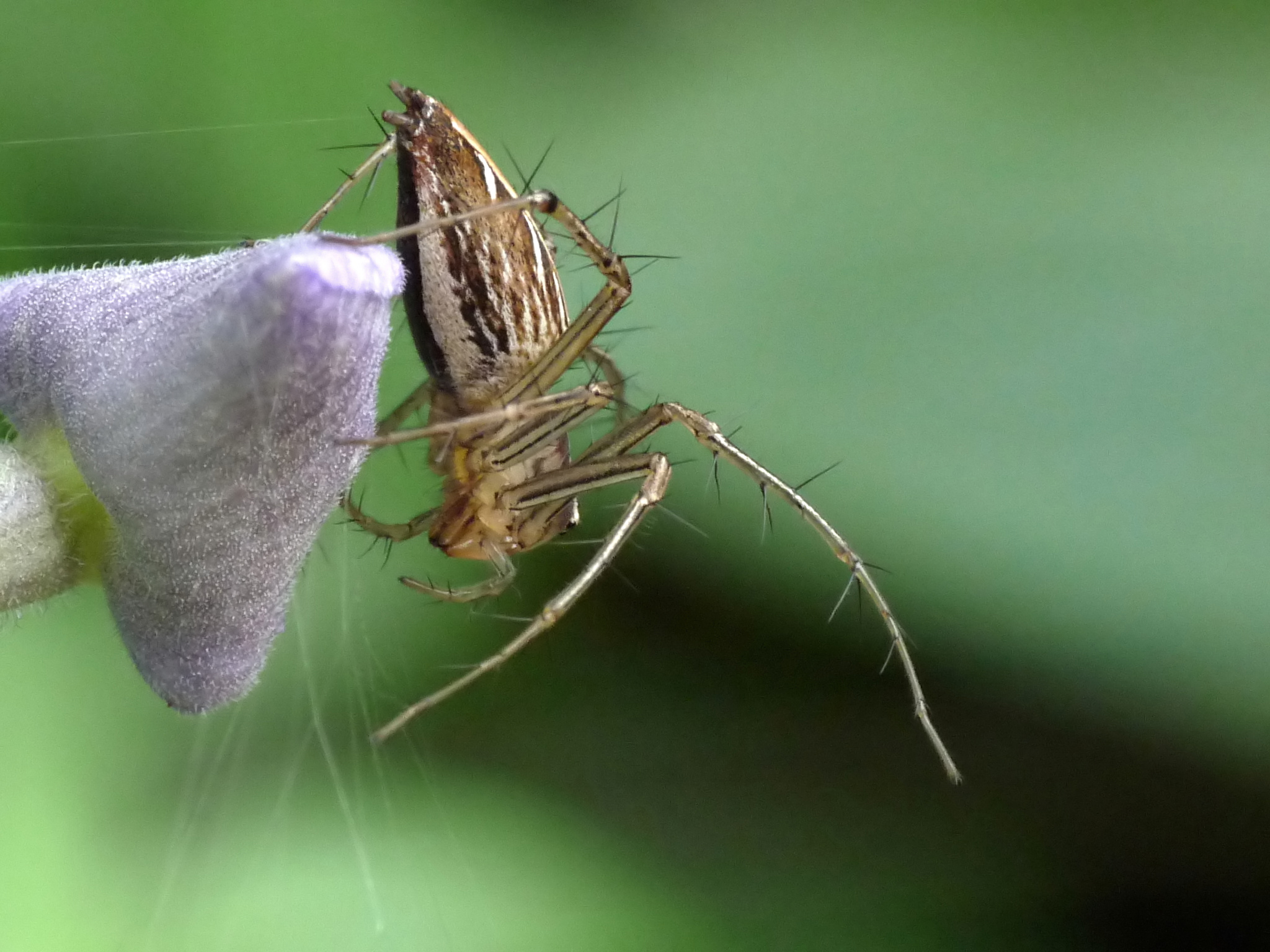
Oxyopes birmanicus

- Oxyopes abebae Strand, 1906 — Etiòpia, Àfrica Oriental
- Oxyopes acleistus Chamberlin, 1929 — EUA, Mèxic
- Oxyopes aculeatus Bösenberg & Lenz, 1895 — Àfrica Oriental
- Oxyopes affinis Lessert, 1915 — Àfrica Oriental
- Oxyopes africanus Strand, 1906 — Etiòpia
- Oxyopes aglossus Chamberlin, 1929 — EUA
- Oxyopes akakensis Strand, 1906 — Etiòpia, Àfrica Oriental
- Oxyopes albertianus Strand, 1913 — Congo, Uganda
- Oxyopes algerianus (Walckenaer, 1841) — Marroc, Algèria
- Oxyopes allectus Simon, 1910 — Gabon, Guinea-Bissau
- Oxyopes altifrons Mello-Leitão, 1941 — Brasil
- Oxyopes amoenus L. Koch, 1878 — Queensland
- Oxyopes angulitarsus Lessert, 1915 — Uganda
- Oxyopes annularis Yin, Zhang & Bao, 2003 — Xina
- Oxyopes annulipes Thorell, 1890 — Sumatra
- Oxyopes apollo Brady, 1964 — EUA, Mèxic
- Oxyopes arcuatus Yin, Zhang & Bao, 2003 — Xina
- Oxyopes argentosus Simon, 1910 — Guinea Bissau
- Oxyopes argyrotrichius Mello-Leitão, 1929 — Brasil
- Oxyopes armatipalpis Strand, 1912 — India
- Oxyopes artemis Brady, 1969 — EUA
- Oxyopes arushae Caporiacco, 1947 — Àfrica Oriental
- Oxyopes ashae Gajbe, 1999 — Índia
- Oxyopes aspirasi Barrion & Litsinger, 1995 — Filipines
- Oxyopes assamensis Tikader, 1969 — Índia
- Oxyopes asterion Simon, 1910 — Guinea Bissau
- Oxyopes attenuatus L. Koch, 1878 — Queensland, Austràlia Central
- Oxyopes auratus Thorell, 1890 — Singapur, Sumatra
- Oxyopes aureolus Thorell, 1899 — Camerun
- Oxyopes auriculatus Lawrence, 1927 — Namíbia
- Oxyopes azhari Butt & Beg, 2001 — Pakistan
- Oxyopes baccatus Simon, 1897 — Etiòpia
- Oxyopes badhyzicus Mikhailov & Fet, 1986 — Israel, Turkmenistan
- Oxyopes balteiformis Yin, Zhang & Bao, 2003 — Xina
- Oxyopes bantaengi Merian, 1911 — Cèlebes
- Oxyopes bedoti Lessert, 1915 — Àfrica Oriental
- Oxyopes berlandorum Lessert, 1915 — Àfrica Oriental
- Oxyopes bharatae Gajbe, 1999 — Índia
- Oxyopes bicorneus Zhang & Zhu, 2005 — Xina
- Oxyopes bidentata Mukhtar, 2017 — Pakistan
- Oxyopes bifidus F. O. P.-Cambridge, 1902 — Mèxic fins a Panamà
- Oxyopes bifissus F. O. P.-Cambridge, 1902 — Mèxic fins a Costa Rica
- Oxyopes biharensis Gajbe, 1999 — Índia
- Oxyopes birabeni Mello-Leitão, 1941 — Argentina
- Oxyopes birmanicus Thorell, 1887 — Índia, Xina fins a Sumatra
- Oxyopes bolivianus Tullgren, 1905 — Bolívia
- Oxyopes bonneti Lessert, 1933 — Angola
- Oxyopes boriensis Bodkhe & Vankhede, 2012 — Índia
- Oxyopes bothai Lessert, 1915 — Etiòpia, Àfrica Oriental
- Oxyopes bouvieri Berland, 1922 — Etiòpia
- Oxyopes brachiatus Simon, 1910 — Guinea Equatorial, Bioko, Congo
- Oxyopes brevis Thorell, 1881 — Illes Aru
- Oxyopes caboverdensis Schmidt & Krause, 1994 — Illes Cap Verd
- Oxyopes calcaratus Schenkel, 1944 — Timor
- Oxyopes campestratus Simon, 1910 — Guinea Bissau, Bioko, São Tomé
- Oxyopes campii Mushtaq & Qadar, 1999 — Pakistan
- Oxyopes camponis Strand, 1915 — Camerun
- Oxyopes candidoi Garcia-Neto, 1995 — Brasil
- Oxyopes caporiaccoi Roewer, 1951 — Etiòpia
- Oxyopes carvalhoi Mello-Leitão, 1947 — Brasil
- Oxyopes castaneus Lawrence, 1927 — Namíbia
- Oxyopes ceylonicus Karsch, 1891 — Sri Lanka
- Oxyopes chapini Lessert, 1927 — Congo
- Oxyopes chenabensis Mukhtar, 2017 — Pakistan
- Oxyopes chiapas Brady, 1975 — Mèxic
- Oxyopes chittrae Tikader, 1965 — Índia
- Oxyopes coccineoventris Lessert, 1946 — Congo
- Oxyopes cochinchinensis (Walckenaer, 1837) — Vietnam
- Oxyopes complicatus Tang & Li, 2012 — Xina
- Oxyopes concolor Simon, 1877 — Filipines
- Oxyopes concoloratus Roewer, 1951 — Etiòpia
- Oxyopes constrictus Keyserling, 1891 — Brasil, Guyana
- Oxyopes cornifrons (Thorell, 1899) — Camerun, Guinea Bissau
  - Oxyopes cornifrons avakubensis Lessert, 1927 — Congo
- Oxyopes cornutus F. O. P.-Cambridge, 1902 — Mèxic
- Oxyopes cougar Brady, 1969 — EUA
- Oxyopes crassus Schmidt & Krause, 1995 — Illes Cap Verd
- Oxyopes crewi Bryant, 1948 — Hispaniola
- Oxyopes daksina Sherriffs, 1955 — Sri Lanka, Xina
- Oxyopes decorosus Zhang & Zhu, 2005 — Xina
- Oxyopes delesserti Caporiacco, 1947 — Etiòpia, Àfrica Oriental
- Oxyopes delmonteensis Barrion & Litsinger, 1995 — Filipines
- Oxyopes dingo Strand, 1913 — Austràlia Central
- Oxyopes dubourgi Simon, 1904 — Sudan, Congo
- Oxyopes dumonti (Vinson, 1863) — Àfrica Oriental, Madagascar fins a Seychelles
- Oxyopes elegans L. Koch, 1878 — Queensland, Nova Gal·les del Sud
- Oxyopes elifaz Levy, 2007 — Israel, Jordània
- Oxyopes elongatus Biswas et al., 1996 — Índia
- Oxyopes embriki Roewer, 1951 — Etiòpia
  - Oxyopes embriki dorsivittatus Strand, 1906 — Etiòpia
  - Oxyopes embriki nigriventris Strand, 1906 — Etiòpia
- Oxyopes erlangeri Strand, 1906 — Etiòpia
- Oxyopes exsiccatus Strand, 1907 — Java
- Oxyopes extensipes (Butler, 1876) — Rodriguez
- Oxyopes fabae Dhali, Saha & Raychaudhuri, 2015 — Índia
- Oxyopes falcatus Zhang, Yang & Zhu, 2005 — Xina
- Oxyopes falconeri Lessert, 1915 — Àfrica Oriental
- Oxyopes fallax Denis, 1955 — Niger
- Oxyopes felinus Brady, 1964 — EUA, Mèxic
- Oxyopes flavipalpis (Lucas, 1858) — Àfrica Occidental, Etiòpia, Somalia
- Oxyopes flavus Banks, 1898 — Mèxic fins a Costa Rica
- Oxyopes fluminensis Mello-Leitão, 1929 — Brasil
- Oxyopes forcipiformis Xie & Kim, 1996 — Xina
- Oxyopes fujianicus Song & Zhu, 1993 — Xina
- Oxyopes galla Caporiacco, 1941 — Etiòpia
- Oxyopes gaofengensis Zhang, Zhang & Kim, 2005 — Xina
- Oxyopes gemellus Thorell, 1891 — Illes Nicobar, Malàisia
- Oxyopes globifer Simon, 1876 — Mediterrani fins a Àsia central
- Oxyopes godeffroyi Baehr, Harms, Dupérré & Raven, 2017 — Austràlia (Queensland)
- Oxyopes gorumaraensis Sen, Saha & Raychaudhuri, 2011 — Índia
- Oxyopes gossypae Mushtaq & Qadar, 1999 — Pakistan
- Oxyopes gracilipes (White, 1849) — Austràlia, Tasmània, Nova Zelanda
- Oxyopes gratus L. Koch, 1878 — Queensland, Austràlia Central
- Oxyopes gujaratensis Gajbe, 1999 — Índia
- Oxyopes gurjanti Sadana & Gupta, 1995 — Índia
- Oxyopes gyirongensis Hu & Li, 1987 — Xina
- Oxyopes hastifer Simon, 1910 — Guinea Bissau
- Oxyopes hemorrhous Mello-Leitão, 1929 — Brasil
- Oxyopes heterophthalmus (Latreille, 1804) — Paleàrtic
- Oxyopes hilaris Thorell, 1881 — Timor
- Oxyopes hindostanicus Pocock, 1901 — Índia, Pakistan, Sri Lanka
- Oxyopes hoggi Lessert, 1915 — Àfrica Oriental, Angola
- Oxyopes holmbergi Soares & Camargo, 1948 — Brasil
- Oxyopes hostides Strand, 1906 — Etiòpia
- Oxyopes hotingchiehi Schenkel, 1963 — Xina
- Oxyopes hupingensis Bao & Yin, 2002 — Xina
- Oxyopes idoneus Simon, 1910 — Guinea Bissau
- Oxyopes imbellis Thorell, 1890 — Malàisia
- Oxyopes incantatus Santos, 2017 —Equador (Galápagos)
- Oxyopes incertus Mello-Leitão, 1929 — Perú, Brasil
- Oxyopes inconspicuus Strand, 1906 — Etiòpia
- Oxyopes indiculus Thorell, 1897 — Birmània
- Oxyopes indicus (Walckenaer, 1805) — Índia
- Oxyopes infidelis Strand, 1906 — Etiòpia
- Oxyopes inversus Mello-Leitão, 1949 — Brasil
- Oxyopes iranicus Esyunin, Rad & Kamoneh, 2011 — Iran
- Oxyopes isangipinus Barrion, Barrion-Dupo & Heong, 2013 — Xina
- Oxyopes jabalpurensis Gajbe & Gajbe, 1999 — Índia
- Oxyopes jacksoni Lessert, 1915 — Àfrica Oriental
- Oxyopes javanus Thorell, 1887 — Índia, Xina fins a Java, Filipines
  - Oxyopes javanus nicobaricus Strand, 1907 — Illes Nicobar
- Oxyopes jianfeng Song, 1991 — Xina
- Oxyopes jubilans O. P.-Cambridge, 1885 — Karakorum, Pakistan, Xina
- Oxyopes juvencus Strand, 1907 — Sri Lanka
- Oxyopes kamalae Gajbe, 1999 — Índia
- Oxyopes ketani Gajbe & Gajbe, 1999 — Índia
- Oxyopes keyserlingi Thorell, 1881 — Nova Guinea
- Oxyopes kobrooricus Strand, 1911 — Illes Aru
- Oxyopes kochi Thorell, 1897 — Birmània
- Oxyopes kohaensis Bodkhe & Vankhede, 2012 — Índia
- Oxyopes koreanus Paik, 1969 — Corea, Japó
- Oxyopes kovacsi Caporiacco, 1947 — Etiòpia
- Oxyopes kraepelinorum Bösenberg, 1895 — Illes Canàries
- Oxyopes kumarae Biswas & Roy, 2005 — Índia
- Oxyopes kusumae Gajbe, 1999 — Índia
- Oxyopes lagarus Thorell, 1895 — Birmània
- Oxyopes lenzi Strand, 1907 — Sud-àfrica
- Oxyopes lepidus (Blackwall, 1864) — Índia
- Oxyopes licenti Schenkel, 1953 — Russia, Xina, Corea, Japó
- Oxyopes linearis Sen, Dhali, Saha & Raychaudhuri, 2015 — Índia
- Oxyopes lineatifemur Strand, 1906 — Etiòpia
- Oxyopes lineatipes (C. L. Koch, 1847) — Xina fins a les Filipines, Sumatra, Java
- Oxyopes lineatus Latreille, 1806 — Paleàrtic
  - Oxyopes lineatus occidentalis Kulczynski, 1907 — Itàlia
- Oxyopes longespina Caporiacco, 1940 — Etiòpia
- Oxyopes longetibiatus Caporiacco, 1941 — Etiòpia
- Oxyopes longinquus Thorell, 1891 — Birmània, Illes Nicobar
- Oxyopes longipalpis Lessert, 1946 — Congo
- Oxyopes longispinosus Lawrence, 1938 — Sud-àfrica
- Oxyopes longispinus Saha & Raychaudhuri, 2003 — Índia
- Oxyopes ludhianaensis Sadana & Goel, 1995 — Índia
- Oxyopes luteoaculeatus Strand, 1906 — Etiòpia
- Oxyopes lynx Brady, 1964 — EUA
- Oxyopes machuensis Mukhtar, 2013 — Pakistan
- Oxyopes macilentus L. Koch, 1878 — Xina fins a Austràlia
- Oxyopes macroscelides Mello-Leitão, 1929 — Brasil, Paraguai
- Oxyopes maripae Caporiacco, 1954 — Guiana Francesa
- Oxyopes masculinus Caporiacco, 1954 — Guiana Francesa
- Oxyopes mathias Strand, 1913 — Uganda
- Oxyopes matiensis Barrion & Litsinger, 1995 — Filipines
- Oxyopes mediterraneus Levy, 1999 — Mediterrani
- Oxyopes megalops Caporiacco, 1947 — Àfrica Oriental
- Oxyopes m-fasciatus Piza, 1938 — Brasil
- Oxyopes minutus Biswas et al., 1996 — Índia
- Oxyopes mirabilis Zhang, Yang & Zhu, 2005 — Xina
- Oxyopes modestus Simon, 1876 — Congo
- Oxyopes molarius L. Koch, 1878 — Queensland
- Oxyopes naliniae Gajbe, 1999 — Índia
- Oxyopes nanulineatus Levy, 1999 — Israel
- Oxyopes nenilini Esyunin & Tuneva, 2009 — Uzbekistanm, Xina
- Oxyopes nigripalpis Kulczynski, 1891 — Mediterrani
- Oxyopes nilgiricus Sherriffs, 1955 — Sri Lanka
- Oxyopes ningxiaensis Tang & Song, 1990 — Xina
- Oxyopes niveosigillatus Mello-Leitão, 1945 — Argentina
- Oxyopes notivittatus Strand, 1906 — Etiòpia
- Oxyopes obscurifrons Simon, 1910 — São Tomé
- Oxyopes occidens Brady, 1964 — EUA, Mèxic
- Oxyopes ocelot Brady, 1975 — Mèxic
- Oxyopes oranicola Strand, 1906 — Algèria
- Oxyopes ornatus (Blackwall, 1868) — Àfrica Tropical
- Oxyopes oryzae Mushtaq & Qadar, 1999 — Pakistan
- Oxyopes pallidecoloratus Strand, 1906 — Etiòpia, Congo, Àfrica Oriental, Madagascar
  - Oxyopes pallidecoloratus nigricans Caporiacco, 1947 — Àfrica Oriental
- Oxyopes pallidus (C. L. Koch, 1838) — Índies Occidentals
- Oxyopes palliventer Strand, 1911 — Illes Aru
- Oxyopes pandae Tikader, 1969 — Índia
- Oxyopes pankaji Gajbe & Gajbe, 2000 — Índia
- Oxyopes panther Brady, 1975 — EUA, Mèxic
- Oxyopes papuanus Thorell, 1881 — Nova Guinea, Illes Solomon, Queensland
- Oxyopes pardus Brady, 1964 — EUA
- Oxyopes patalongensis Simon, 1901 — Malàisia
- Oxyopes pawani Gajbe, 1992 — Índia
- Oxyopes pennatus Schenkel, 1936 — Xina
- Oxyopes personatus Simon, 1896 — Sud-àfrica
- Oxyopes pigmentatus Simon, 1890 — Israel, Iemen
- Oxyopes pingasus Barrion & Litsinger, 1995 — Filipines
- Oxyopes positivus Roewer, 1961 — Senegal
- Oxyopes praedictus O. P.-Cambridge, 1885 — Yarkand
- Oxyopes providens Thorell, 1890 — Sumatra
- Oxyopes pugilator Mello-Leitão, 1929 — Brasil
- Oxyopes pulchellus (Lucas, 1858) — Congo
- Oxyopes punctatus L. Koch, 1878 — Queensland
- Oxyopes purpurissatus Simon, 1910 — Congo
- Oxyopes quadridentatus Thorell, 1895 — Birmània
- Oxyopes quadrifasciatus L. Koch, 1878 — Queensland
- Oxyopes rajai Saha & Raychaudhuri, 2003 — Índia
- Oxyopes ramosus (Martini & Goeze, 1778) — Paleàrtic
- Oxyopes ratnae Tikader, 1970 — Índia
- Oxyopes raviensis Dyal, 1935 — Pakistan
- Oxyopes reddyi Majumder, 2004 — Índia
- Oxyopes reimoseri Caporiacco, 1947 — Àfrica Oriental
- Oxyopes rejectus O. P.-Cambridge, 1885 — Yarkand
- Oxyopes rouxi Strand, 1911 — Illes Aru
- Oxyopes royi Roewer, 1961 — Senegal
- Oxyopes rubicundus L. Koch, 1878 — Nova Gal·les del Sud
- Oxyopes rubriventer Caporiacco, 1941 — Àfrica Oriental
  - Oxyopes rubriventer paecilus Caporiacco, 1941 — Etiòpia
- Oxyopes rubrosignatus Keyserling, 1891 — Brasil
- Oxyopes rufisternis Pocock, 1901 — Sri Lanka
- Oxyopes rufovittatus Simon, 1886 — Senegal
- Oxyopes rukminiae Gajbe, 1999 — Índia
- Oxyopes russoi Caporiacco, 1940 — Somalia
- Oxyopes russulus Thorell, 1895 — Birmània
- Oxyopes rutilius Simon, 1890 — Iemen, Socotra
- Oxyopes ruwenzoricus Strand, 1913 — Uganda
- Oxyopes ryvesi Pocock, 1901 — Índia, Pakistan
- Oxyopes saganus Bösenberg & Strand, 1906 — Japó
- Oxyopes sakuntalae Tikader, 1970 — Índia
- Oxyopes salticus Hentz, 1845 — EUA fins a Brasil
- Oxyopes saradae Biswas & Roy, 2005 — Índia
- Oxyopes sataricus Kulkarni & Deshpande, 2012 — Índia
- Oxyopes scalaris Hentz, 1845 — North America
- Oxyopes schenkeli Lessert, 1927 — Congo
- Oxyopes sectus Mello-Leitão, 1929 — Brasil
- Oxyopes septumatus  Mukhtar, 2013 — Pakistan
- Oxyopes sertatoides Xie & Kim, 1996 — Xina
- Oxyopes sertatus L. Koch, 1878 — Xina, Corea, Taiwan, Japó
- Oxyopes setipes Thorell, 1890 — Borneo
- Oxyopes sexmaculatus Mello-Leitão, 1929 — Perú, Brasil
- Oxyopes shakilae Mukhtar, 2013 — Pakistan
- Oxyopes shorkotensis Mukhtar, 2013 — Pakistan
- Oxyopes shweta Tikader, 1970 — Índia, Xina
- Oxyopes sinaiticus Levy, 1999 — Egipte
- Oxyopes singularis Lessert, 1927 — Congo
- Oxyopes sitae Tikader, 1970 — Índia, Illes Andaman
- Oxyopes sjostedti Lessert, 1915 — Etiòpia, Àfrica Oriental
- Oxyopes sobrinus O. P.-Cambridge, 1872 — Líbia, Israel
- Oxyopes squamosus Simon, 1886 — Senegal
- Oxyopes stephanurus Mello-Leitão, 1929 — Brasil
- Oxyopes sternimaculatus Strand, 1907 — Sud-àfrica
- Oxyopes strandi Caporiacco, 1939 — Etiòpia
- Oxyopes striagatus Song, 1991 — Xina
- Oxyopes striatus (Doleschall, 1857) — Birmània fins a Nova Guinea
- Oxyopes subabebae Caporiacco, 1941 — Etiòpia
- Oxyopes subimali Biswas et al., 1996 — Índia
- Oxyopes subjavanus Strand, 1907 — Java
- Oxyopes submirabilis Tang & Li, 2012 — Xina
- Oxyopes summus Brady, 1975 — Costa Rica, Panamà
- Oxyopes sunandae Tikader, 1970 — Índia
- Oxyopes sushilae Tikader, 1965 — Índia, Xina
- Oxyopes taeniatulus Roewer, 1955 — Brasil
- Oxyopes taeniatus Thorell, 1877 — Sumatra, Java, Cèlebes
- Oxyopes takobius Andreeva & Tyschchenko, 1969 — Àsia central fins a la Xina
- Oxyopes tapponiformis Strand, 1911 — Moluques, Nova Guinea
- Oxyopes tenellus Song, 1991 — Xina
- Oxyopes tibialis F. O. P.-Cambridge, 1902 — Guatemala, El Salvador
- Oxyopes tiengianensis Barrion & Litsinger, 1995 — Vietnam
- Oxyopes tikaderi Biswas & Majumder, 1995 — Índia
- Oxyopes timorensis Schenkel, 1944 — Timor
- Oxyopes timorianus (Walckenaer, 1837) — Timor
- Oxyopes toschii Caporiacco, 1949 — Kenya
- Oxyopes travancoricola Strand, 1912 — Índia
- Oxyopes tridens Brady, 1964 — EUA, Mèxic
- Oxyopes tuberculatus Lessert, 1915 — Àfrica Oriental
  - Oxyopes tuberculatus mombensis Lessert, 1915 — Àfrica Oriental
- Oxyopes ubensis Strand, 1906 — Etiòpia
- Oxyopes uncinatus Lessert, 1915 — Àfrica Oriental
- Oxyopes vanderysti Lessert, 1946 — Congo
- Oxyopes variabilis L. Koch, 1878 — Queensland, Austràlia Central
- Oxyopes versicolor Thorell, 1887 — Birmània
- Oxyopes vogelsangeri Lessert, 1946 — Congo
- Oxyopes wokamanus Strand, 1911 — Illes Aru
- Oxyopes wroughtoni Pocock, 1901 — Índia, Pakistan
- Oxyopes xinjiangensis Hu & Wu, 1989 — Xina
- Oxyopes zavattarii Caporiacco, 1939 — Etiòpia

### Fòssils
Segons el World Spider Catalog versió 19.0 (2018), existeixen les següents espècies fòssils:
- †Oxyopes defectus Wunderlich, 1988
- †Oxyopes succini Petrunkevitch, 1958

## Galeria
- Oxyopes elegans
- Oxyopes gracilipes Femella en una rosa
- Oxyopes javanus
- Femella d' Oxyopes macilentus amb el sac d'ous
- Oxyopes quadrifasciatus
- Oxyopes sertatus
- Oxyopes shweta
- Oxyopes sunandae
- Oxyopes variabilis